# Oswald Kroh
Oswald Kroh (Beddelhausen, ma Bad Berleburg része, 1887. december 15. – Nyugat-Berlin, 1955. szeptember 11.) német pedagógus és pszichológus.

## Életútja
Kroh tanárcsaládból származott. Általános iskola után felkészítő szemináriumba járt és 5 évig általános iskolai tanár volt, mielőtt 1913-ban leérettségizett. Kroh Münchenben és Marburgban középiskolai tanárok számára oktatott matematikát és természettudományt tanult, ami magába foglalta – többek között – a filozófiát, a pszichológiát és a pedagógiát.
Tanárai voltak: Aloys Fischer, Oswald Külpe, Paul Natorp és Erich Rudolf Jaensch. Marburgban mindkét középiskolai tanári vizsgát letette 1918-ban, majd Jaenesch témavezetése mellett doktorált 1919-ben. (Doktori munkájának címe: Színkonstancia és színtranszformáció.)
Kroh Georg Elias Müller asszisztense lett a Göttingeni Egyetemen, majd 1921-ben megkapta a „Venia legendi” elismerést A fiatalok szubjektív képlátásmódja című munkájáért, mely tanulmány a fotografikus memóriáról szól. 1922-ben az újonnan alakult Braunschweigi Műszaki Egyetem filozófia, pszichológia és pedagógia professzora, majd 1923-ban a Tübingeni Egyetem neveléstudományi professzora lett. Kroh, aki a náci párt (NSDAP) tagja volt, 1933-tól az egyetem tanácsában („Führerrat”) is szerepet vállalt.
1934-ben kiadta Völkische Anthropologie als Grundlage deutscher Erziehung(Nép antropológián alapuló német oktatás) című értekezését.
A náci rezsim ideológiájának hatására 1936-ban megírta Völkische Menschenkunde als Grundlage deutscher Erziehung – Übungen zur Rassenseelenkunde (Népi antropológián alapuló német oktatás – Gyakorlatok a faji pszichológiáért) című művét. 1938-ban a Müncheni Egyetemre hívták, ahol pszichológiát és pedagógiát oktatott. (Abban az időben a hadi pszichológiára különös hangsúlyt fektettek.)
1942-től a Friedrich-Williams-Egyetem professzora és a pszichológia intézet vezetője volt.
Emellett részt vett a Kriegseinsatz der Geisteswissenschaften (A humán tárgyak háborús erőfeszítései) elnevezésű nemzeti szocialista projektben és a Zeitschrift für Psychologie (Folyóirat a pszichológia számára) kiadója volt.
1940-1945 között a Német Pszichológusok Társaságának („Deutschen Gesellschaft für Psychologie”) elnöki posztját töltötte be.
1945-ben náci párttagsága miatt elbocsátották tanári állásából, de 1948-ban az újonnan alapított Berlini Szabadegyetemen lett oktató, ahol 1950-ben pszichológia professzorrá nevezték ki. 5 évvel később halt meg.

## Tudományos jelentősége
Kroh „Phasenlehre der Jugendentwicklung” (Ifjúságfejlesztési fáziselmélet) című munkájával az 1920-as évek második felében nagy befolyással bírt a tanárképzés terén. Az érzékelés és a fejlődéslélektan terén ért el eredményeket. Együtt dolgozott Ernst Kertschmerrel, melynek gyümölcse 1928-ban a pszichológiai típustan-elmélet lett.
A Harmadik Birodalomban nyíltan támogatta a nemzeti szocializmust. Emiatt akadtak nézeteltérései – többek között korábbi tanárával, Jaenesch-sel is. Kroh 1936-tól jelen volt a Német Pszichológusok Társaságában, Jaenesch elnöksége alatt. Jaenesch halálával 1940-ben ő lett az utódja, egészen a háború végéig elnökölt. A második világháború alatt Kroh volt a Német Birodalom egyik legbefolyásosabb egyetemi pszichológusa. 1940-től a Leopoldina Német Természettudományos Akadémia tagja, 1942-ben a Bajor Tudományos Akadémia tagja lett. Sok tanítványa volt, többek között – a Tübingeni Egyetemen eltöltött idő alatt – Heinrich Roth, illetve a Berlini Szabadegyetemen végzett munkája során a későbbi pszichológiaprofesszor, Klaus Holzkamp, valamint Rudolf Bergius és Gerhard Kaminski.
Munkái magyar nyelvű fordításainak jelenleg (2011) nem találni a nyomát, de számos eredeti nyelven kiadott pedagógiai, lélektani, fejlődéslélektani munkája megtalálható közkönyvtárainkban.

## Fordítás
- Ez a szócikk részben vagy egészben  az   Oswald Kroh című német Wikipédia-szócikk fordításán alapul.  Az eredeti cikk szerkesztőit annak laptörténete sorolja fel. Ez a jelzés csupán a megfogalmazás eredetét és a szerzői jogokat jelzi, nem szolgál a cikkben szereplő információk forrásmegjelöléseként.